# スラング
スラング（英: slang）は、
- 俗語の英訳。改まった場面で用いられない品のない言葉。広く知られている言葉も含む。
- 特定のエスニック集団、職業、年代、生活環境、生活様式、趣味、嗜好を共通にする集団の中でのみ通用する隠語、略語、俗語のこと（本項で詳述）。

## 解説
広く知られている俗語と異なって閉鎖性が強く、同好者同士や同じ職種などの特定集団の中で使われる。そのため、口語として通用しているものと同じ単語でありながらも逆さま言葉であったり、違った読みをしていたりと、敢えて一般人には理解できないような用法が好んで用いられる。
隠語 (英: jargon) や専門用語とも異なり、遊び言葉のような意味を持ち、特定集団や分野の中であっても正式な言葉とみなされない傾向がある。ただし言葉の「経時変化」により、スラングから転じて公式な専門用語となることはある。
特に大都市の若者文化の中から生まれたスラング、薬物、スケボー、若者ファッションに関するスラングは数が多い。若者言葉、ギャル語という分類をされる言葉もスラングの一種である。

## スラングの機能や起源
スラングは、公然の場で口に出すことが一般に躊躇されるような言葉 を、別の言葉で言い換えて表現することが、社会的な起源のひとつとなっている。性、暴力、犯罪、薬物、差別に関する場合は、特にこうした由来を持つことが多い。
また、特定の時代の風潮、ファッションやエンターテイメントの流行に伴って発生することも多く、その場合はそれらの起源や背景を知らなければその言葉の意味を理解できない。ゆえに、特定のスラングを理解しているかどうかで、その人物がその集団に帰属するかどうかを示す、いわばリトマス試験紙として機能することがある。

## スラングの例

### 英語
- wanna（原音に近い日本語表記で：ウォナ） - want to（同様に：ウォン トゥ）。
- gonna（同上：ゴナ）- going to（同上：ゴーイング トゥ）。
- gotta（ゴッタ）- have got to （ハブ　ガット　トゥ）。
- lol - laugh out loudの略。日本語で言うところの「笑」や「w」を表す[1]。

### 日本語
- 倒語やズージャ語など、単語の中の文字を入れ替えたもの。放送・芸能関係者や犯罪者の間でよく用いられる。
  - 「ワイハ」。 - ハワイ。
  - 「ザギンでシースー」。 - 銀座で寿司。
  - 「レツ」 - 連れ。（同伴者、仲間）。
  - 「パイセン」- 先輩。
- 長い言葉を縮めたもの。
  - 「チョベリバ」- 超ベリーバッド （1990年代半ばごろに流行した。現在では死語とされている）。
  - 「ギャラ」 - 芸能人の出演報酬を意味する「ギャランティ」。
  - 「オワコン」- 終わったコンテンツ。
  - 「ロスジェネ」「マタハラ」「保活」など、社会問題を表す用語も多い。
- 表記をローマ字化し、そのそれぞれの頭文字だけをつないだもの。
  - 「MK5」 - 「マジ（Maji）でキレ（Kire）る5秒前」。
  - 「KY」 - 「空気を読めない[注 3]」（Kuuki wo Yomenai）。